# Lajim
Maleque Almançor Hoçanadim Lajim Almançuri (em árabe: الملك المنصور حسام الدين لاجين المنصورى; romaniz.: al-Malik al-Mansur Hosan ad-Din Lajin al-Mansuri), melhor conhecido apenas como Lajim, foi o vigésimo-primeiro sultão mameluco do Egito, reinando entre 1297 e 1299. 

## História
Os mamelucos búrjidas que haviam sido expulsos por Quitebuga após ele ter derrotado seu rival Alxajai se rebelaram no Cairo. Eles se denominavam al-Mamalik al-Ashrafiyah Khalil ("Mamelucos de Axerafe Calil") e se revoltaram por que Lajim, que estava envolvido no assassinato do sultão - e patrocinador deles - Axerafe Calil, apareceu no Cairo e não foi preso nem punido. Mas os mamelucos de Axerafe Calil foram derrotados e muitos terminaram executados ou mortos.
Após a morte do vizir Axajai, Quitebuga, que já era o regente, se tornou ainda mais poderoso e foi convencido por Lajim - que sabia que os mamelucos de Axerafe Calil e futuramente do jovem sultão Anácer iriam se vingar do assassinato do sultão Khalil - a depor Anácer e tomar o poder para si. Após a derrota dos búrjidas, Quitebuga reuniu seus emires e disse-lhes: "O sistema real foi minado. Não há como haver respeito enquanto tivermos um sultão tão jovem." Os emires concordaram o ajudaram a derrubar Anácer, que foi aprisionado com a sua mãe primeiro numa seção do palácio e depois em Caraque. Quitebuga se instalou como sultão, tomou o nome real de al-Adil e fez de Lajim seu vice-sultão.
Quando Quitebuga estava em Damasco, os emires resolveram se livrar dele. Eles foram até o sultão e o encontraram no caminho de volta para o Egito. Quitebuga se enfureceu com Biçari, um de seus proeminentes emires, e o acusou de se corresponder com os mongóis. Temendo que o sultão fosse prender Biçari, os emires, entre eles Lajim, se armaram e foram até a diliz (a tenda real do sultão, utilizada durante suas viagens e batalhas) do sultão e enfrentaram seus mamelucos. Uns poucos mamelucos do sultão foram mortos ou feridos no embate, enquanto Quitebuga fugia pelos fundos da diliz para Damasco a cavalo acompanhado por cinco de seus mamelucos, eludindo os emires. Lajim foi entronado como o novo sultão do Egito enquanto Quitebuga se refugiava na cidadela de Damasco. Eventualmente, ele renunciou e reconheceu Lajim afirmando que "Sultão Maleque Almançor [Lajim] é um dos meus Cusdaxia. Eu lhe sirvo e lhe obedeço. Eu permanecerei na cidadela até que o sultão decida o que fazer comigo." Quitebuga partiu de Damasco para Salcade  tendo reinado por dois anos e dezessete dias.
Lajim governou como sultão até ser assassinado juntamente com seu vice-sultão Mangu-Temur em 1299 na Batalha de Uádi Alcazandar. 